# Gudit

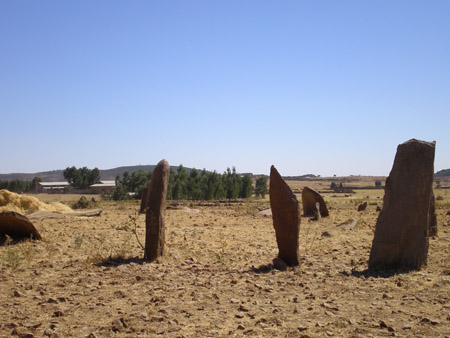
Camp d'esteles de Gudit. Aksum, Etiòpia

Gudit (gueez: ጉዲት, Judit) fou una reina semi-llegendària, no cristiana, beta, que assolà Aksum i els seus voltants l'any 960, i intentà exterminar els membres de la família reial aksumita; donà pas després amb els seus descendents a la dinastia Zagüe, considerada l'Edat Fosca de la història Etíop, i de la qual el primer rei fou Mara Takla Haymanot. Les seues fetes es troben en la tradició oral dels diversos pobles de l'altiplà Etíop. La informació sobre Gudit és parcialment contradictòria i incompleta. Paul B. Henze escrigué: "D'ella es diu que matà l'emperador, pujà al tron i regnà durant 40 anys. Les cròniques de les seues accions violentes encara s'esmenten entre els llauradors del nord d'Etiòpia." continua en Henze una nota al peu:
| « | "En la meua primera visita a l'església de roca d'Abreha i Atsbeha, en la província oriental de Tigre, al 1970, m'adoní que el sostre de fusta s'havia ennegrit pel sutge. El capellà m'explicà que era obra de Gudit, que havia ordenat apilar fenc dins l'església, i després l'incendià, fa 9 segles." | » |

Segons la tradició, Gudit saquejà i cremà Debre Damo, que llavors era una fortalesa i presó per als parents homes del rei d'Etiòpia; això pot ser un ressò de la captura i posterior saqueig d'Amba Geshen per Ahmed Gragn. Gudit és coneguda com a ´Esato en amhàric, que significa 'foc'. Està tan relacionada amb la destrucció de l'Imperi d'Aksum, que el nom ጉዲት en amhàric se sol traduir com 'destrucció'.

## Origen
Carlo Conti Rossini indicà per primera vegada que una crònica d'aquesta reina guerrera es troba en Ta'rikh Batarikat al-Kanisah al-Misriyah (Història dels patriarques d'Alexandria), en què es descriu com Bani al-Hamwiyah, que s'ha de llegir com Bani al-Damutah, i argumenta que era reina del Regne de D'mt, i que estava relacionada amb les poblacions sidames, al sud d'Etiòpia. Això estaria d'acord amb les referències a la societat sidama, tradicionalment matriarcal.
Si Gudit no pertanyia a un dels pobles sidames, els estudiosos, basats en la tradició oral que afirma que Gudit era jueva, proposen que seria del poble Agaw, que històricament ha estat nombrós a la zona de Lasta, i alguns dels quals, coneguts com a Beta, professaven un judaisme pretalmúdic des de temps antics. Si ella no era hebrea, podria haver estat una conversa al judaisme, pel seu marit, conegut com a Zenobis, fill del rei de Sham, un dels noms de Síria. Les tradicions locals de la zona d'Adi Kaweh, on suposadament va morir i fou enterrada, indiquen que la seua fe era hebrea amb influències paganes.
Cal dir que el Kebra Nagast, la crònica pretesament històrica dels reis d'Etiòpia, fa referència a Gudit com una jueva conversa que eliminà la dinastia Aksumita, i la relaciona amb els Beta, enemics medievals de la dinastia salomònica.

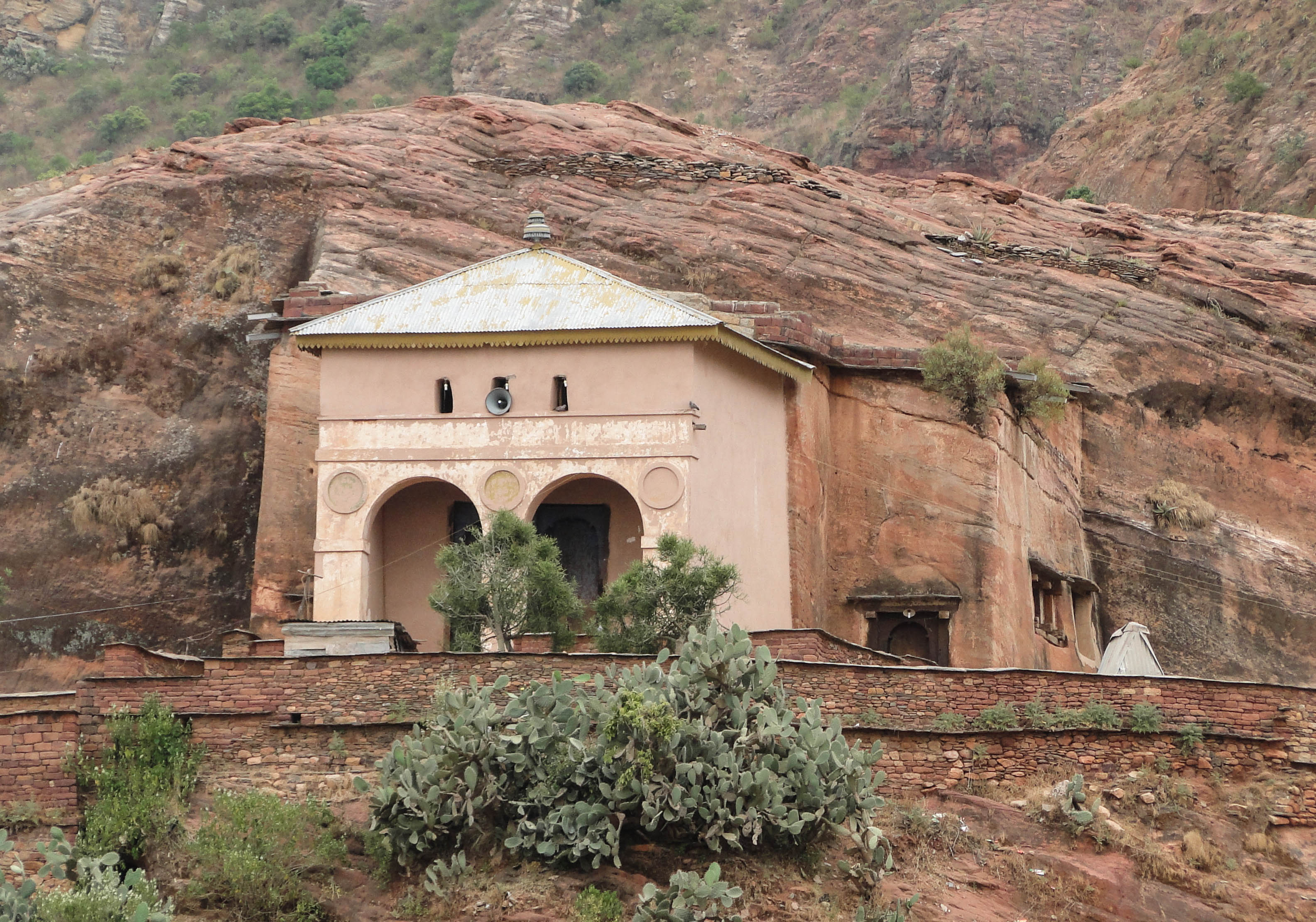
Església d'Abreha i Atsbeha

## Evidència històrica
Fou durant el papat del Philotheos, patriarca copte d'Alexandria, quan Gudit començà la seua revolta, al final del regnat de Dil Na'od, darrer Negus Aksumita i fill de Degna Djan, que havia deposat el bisbe d'Aksum, Abuna Petros. Com explica Taddesse Tamrat, en ocórrer els esdeveniments, la mort [del Negus] en la revolta, i els revessos militars del regne es prengueren com un càstig diví pels sofriments causats a Abuna Petros." La sincronia cronològica del papat del patriarca Philotheos i la intervenció militar del rei Georgios II de Makuria, permet aproximar a l'any 960 l'inici de la revolta de Gudit. Un historiador àrab contemporani, Ibn Hawqal, n'ofereix aquesta crònica:
| « | "El país dels Habasha ha estat governat per una dona des de fa molts anys: ha matat el rei dels Habasha, anomenat Haḍani (del gueez haṣ́ani, en amhàric modern aṣ́e o atse). Fins hui governa amb total independència al seu país i en zones frontereres del país dels Hadani, al sud del país dels habashi." | » |

Un altre historiador esmenta que el rei del Iemen envià una zebra al llavors califa abbàssida (l'Iraq) entre 969 i 970, que l'havia rebut com un regal de la reina del-Habasha.
Taddesse Tamrat infereix que un dels efectes del regnat, tot i que relativament efímer, de Gudit podria ser les "butxaques" de comunitats parlants d'idiomes molt relacionats amb l'amhàric que es troben disperses al sud-oest d'Etiòpia, com els Argoba, Gurage i Gafat, que podrien ser els romanents d'assentaments militars aksumites aïllats per les conquestes de Gudit i les posteriors migracions del poble sidama.

## En la cultura actual
Gudit apareix en The African Kingdoms de l'edició HD del joc Age of Empires II, disponible per la plataforma Steam.

## Informació addicional
- Knud Tage Andersen, "The Queen of the Habasha in Ethiopian History, Tradition and Chronology", Bulletin of the School of Oriental and African Studies, 63 (2000), pàg. 31-63.